# 여자의 일생 (1962년 영화)
"여자의 일생"은 1962년 공개된 대한민국의 영화이다.

## 줄거리
기 드 모파상의 원작 소설을 각색한 것으로 여자가 결혼해서 아들을 낳고 외도로 평생을 일관해온 남편의 비참한 최후와 가문의 몰락을 지켜보며 인고의 세월을 살아가는 과정을 그린다.

## 배역
- 이민자
- 신영균
- 이민
- 조미령
- 신석천